# (146040) Alicebowman
(146040) Alicebowman est un astéroïde de la ceinture principale.

## Description
(146040) Alicebowman est un astéroïde de la ceinture principale. Il fut découvert le 27 février 2000 à Kitt Peak par Marc William Buie. Il présente une orbite caractérisée par un demi-grand axe de 2,36 UA, une excentricité de 0,08 et une inclinaison de 2,2° par rapport à l'écliptique.